# Пси Волопаса
Пси Волопаса (лат. ψ Boötis), 43 Волопаса (лат. 43 Boötis), HD 133582 — одиночная звезда в созвездии Волопаса на расстоянии приблизительно 257 световых лет (около 78,7 парсеков) от Солнца. Видимая звёздная величина звезды — +5,272m.

## Характеристики
Пси Волопаса — оранжевый гигант спектрального класса K2III, или K0. Масса — около 2,673 солнечных, радиус — около 20,999 солнечных, светимость — около 156,903 солнечных. Эффективная температура — около 4310 K.

## Планетная система
В 2019 году учёными, анализирующими данные проектов HIPPARCOS и Gaia, у звезды обнаружена планета.